# Makan kebe
Makan Kebe
Makan Kebe est un auteur, militant français né en Seine-Saint-Denis, connu pour son combat contre les violences policières, qu’il raconte à travers son histoire familiale et son engagement public.
Biographie
Makan Kebe grandit en banlieue parisienne, dans une famille soudée. Le 25 juin 2013, il est victime, avec sa famille, d’une intervention policière violente : la police le prend pour un autre et sa mère, Fatouma Kebe, est grièvement blessée à l’œil par une grenade de désencerclement. Son frère subit aussi de graves séquelles. Cette affaire devient emblématique des violences policières en France.
Après plusieurs années de combat judiciaire, Makan Kebe est innocenté. L’affaire suscite des débats sur la justice et la responsabilité policière, marquant son engagement dans le mouvement social.
Engagement et militantisme
À la suite de ce drame, Makan Kebe s’engage publiquement contre les violences policières, notamment par le témoignage dans les médias, la participation à des mobilisations, et le soutien à d’autres victimes. Il œuvre avec des collectifs militants et partage son histoire afin de sensibiliser à la réalité des quartiers populaires.
Œuvres
En 2021 il co-écrit, avec Amanda Jacquel, le livre Arrête-toi ! qui retrace son histoire familiale et son parcours militant. L’ouvrage met l’accent sur la mémoire des victimes et la quête de justice sociale.
Influence
Son parcours inspire et nourrit de nombreux débats sur les violences policières et l’engagement associatif en banlieue. Makan Kebe s’exprime régulièrement dans des médias, podcasts et associations.
Interview street press
Interview Bondy blog
Interview cases rebelles
Article parisien
Interview L’Humanité

Interview globe Reporters
1. ↑  Makan Kebe et Amanda Jacquel, Arrête-toi !, Premiers matins de novembre, 2021 (ISBN 978-2-9559174-8-0)